# Matylda Pálfyová
Matylda Pálfyová   (Kostoľany nad Hornádom, 11 de març de 1912 - Brestovany, 23 de setembre de 1944) va ser una gimnasta artística txecoslovaca que va competir durant la dècada de 1930.
El 1936 va prendre part en els Jocs Olímpics de Berlín, on guanyà la medalla de plata en la competició del concurs complet per equips del programa de gimnàstica.
En el seu palmarès també destaquen tres medalles al Campionat del món de gimnàstica artística de 1938, dues d'or i una de bronze.